# Schwogenstraße 9 (Mönchengladbach)

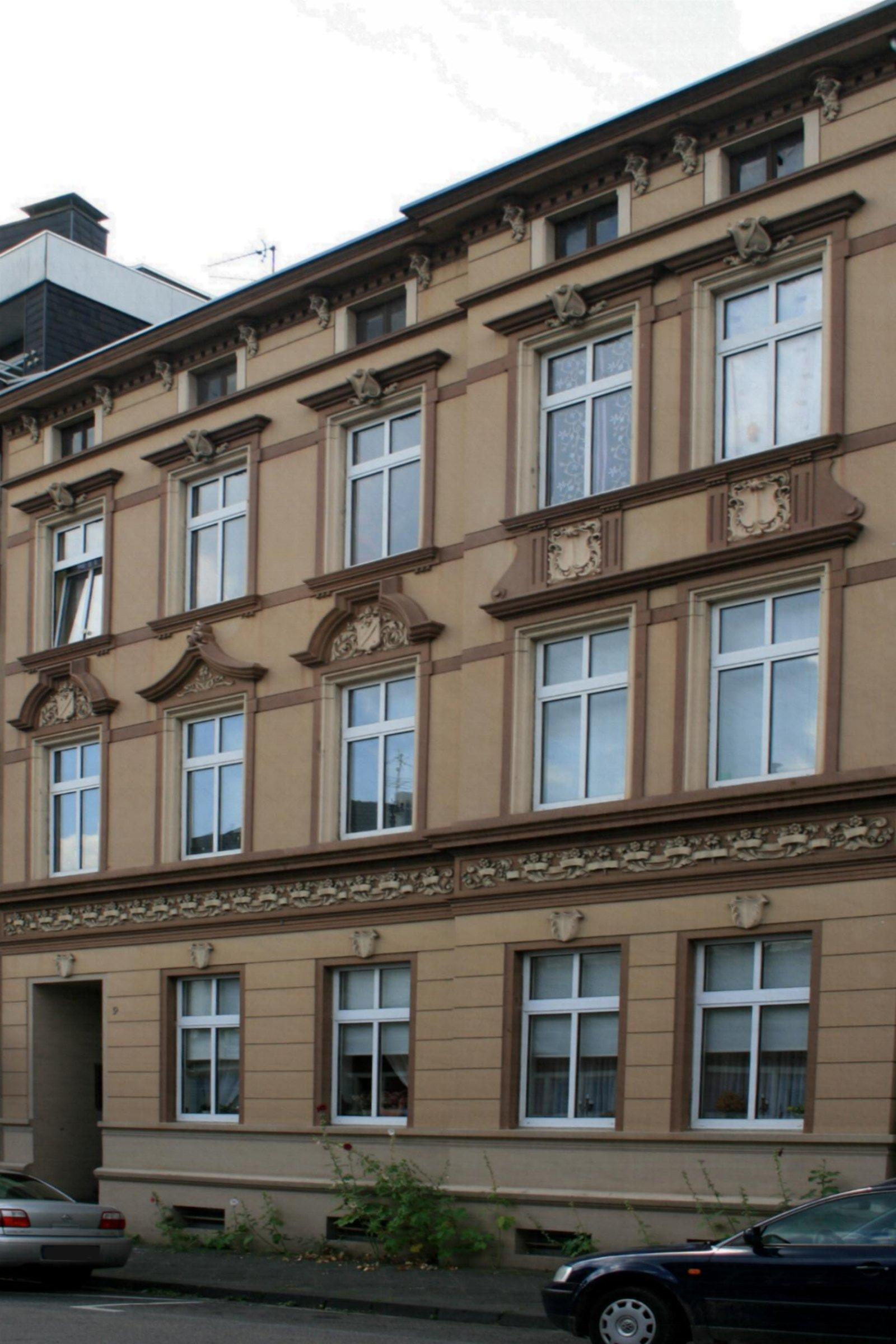
Wohnhaus (2010)

Das Wohnhaus Schwogenstraße 9 steht im Stadtteil Eicken in Mönchengladbach (Nordrhein-Westfalen).
Das Gebäude wurde um 1900 erbaut und unter Nr. Sch 002 am 4. Dezember 1984 in die Denkmalliste der Stadt Mönchengladbach eingetragen.

## Architektur
Das Haus Schwogenstraße 9 gehört zum Stadtteil Eicken und steht in einer größeren, geschlossenen Baugruppe aus der Zeit des Historismus-Jugendstils. Es handelt sich um ein dreigeschossiges Fünf-Fenster-Haus mit rechtsseitigen Seitenrisalit und linksseitlichem Eingang. Das Mehrfamilienhaus wurde um die Jahrhundertwende erbaut. Das Dachgeschoss ist als Mezzanin ausgebaut.